# Taylor (Dacota do Norte)
Taylor é uma cidade localizada no estado norte-americano de Dacota do Norte, no Condado de Stark.

## Demografia
Segundo o censo norte-americano de 2000, a sua população era de 150 habitantes.
Em 2006, foi estimada uma população de 141, um decréscimo de 9 (-6.0%).

## Geografia
De acordo com o United States Census Bureau tem uma área de
1,3 km², dos quais 1,3 km² cobertos por terra e 0,0 km² cobertos por água. Taylor localiza-se a aproximadamente 762 m acima do nível do mar.

## Localidades na vizinhança
O diagrama seguinte representa as localidades num raio de 36 km ao redor de Taylor.